# Hooray for Boobies
Hooray for Boobies es el tercer álbum de estudio de Bloodhound Gang. Fue lanzado el 4 de octubre de 1999 en Europa y el 29 de febrero de 2000 en Estados Unidos por Interscope Records. El álbum se convirtió en un gran éxito de ventas y tras la gira promocional del grupo por Europa y Latinoamérica se habían vendido cinco millones de copias.
Fueron extraídos cinco singles de Hooray for Boobies (literalmente en español, "Hurra por las tetas"). El que alcanzó mayor éxito fue "The Bad Touch", número seis en las listas estadounidenses. La canción mezclaba toques de synth pop europeo con una base de sintetizadores y caja de ritmos. El resto de singles fueron "The Inevitable Return of the Great White Dope", que se incluyó también en la banda sonora de Scary Movie; "Along Comes Mary", una versión del sencillo original de la banda de sunshine pop californiana The Association de la década de los 60; "The Ballad of Chasey Lain", dedicada a la estrella del porno Chasey Lain; y "Mope", canción basada en samples del "Rock Me Amadeus" del austríaco Falco, de "Relax" de Frankie Goes to Hollywood y que también incluye la intro de For Whom the Bell Tolls de Metallica.
Este álbum fue el último en el que participó el baterista Spanky G, que abandonó la grabación del disco sin finalizarlo y tuvo que ser sustituido por Darrin Pfeiffer de Goldfinger.

## Listado de canciones
Todas las canciones escritas y compuestas por Jimmy Pop excepto donde sea titulado (as) otros (as). 
| N.º | Título                                                      | Autor(es)                                              | Duración |  |
| 1.  | «I Hope You Die»                                            |                                                        | 3:41     |  |
| 2.  | «The Inevitable Return of the Great White Dope»             |                                                        | 4:02     |  |
| 3.  | «Mama's Boy»                                                |                                                        | 0:34     |  |
| 4.  | «Three Point One Four»                                      |                                                        | 3:55     |  |
| 5.  | «Mope»                                                      | Jimmy Pop, Falco, Frankie Goes to Hollywood, Metallica | 4:36     |  |
| 6.  | «Yummy Down on This»                                        | Jimmy Pop, Lüpüs Thünder, Darrin "Dangerous" Pfeiffer  | 3:49     |  |
| 7.  | «The Ballad of Chasey Lain»                                 |                                                        | 2:21     |  |
| 8.  | «R.S.V.P.»                                                  |                                                        | 0:15     |  |
| 9.  | «Magna Cum Nada»                                            |                                                        | 4:00     |  |
| 10. | «The Bad Touch»                                             |                                                        | 4:20     |  |
| 11. | «That Cough Came with a Prize»                              |                                                        | 0:14     |  |
| 12. | «Take the Long Way Home»                                    |                                                        | 3:07     |  |
| 13. | «Hell Yeah»                                                 |                                                        | 5:02     |  |
| 14. | «Right Turn Clyde»                                          | Jimmy Pop, Roger Waters                                | 5:24     |  |
| 15. | «This Is Stupid»                                            |                                                        | 0:10     |  |
| 16. | «A Lap Dance Is So Much Better When the Stripper Is Crying» |                                                        | 5:37     |  |
| 17. | «The Ten Coolest Things About New Jersey»                   |                                                        | 0:10     |  |
| 18. | «Along Comes Mary»                                          | Tandyn Almer                                           | 3:25     |  |
| 19. | «Hooray for Boobies»                                        |                                                        | 3:37     |  |